# Dong (phân cấp hành chính)
Một dong là đơn vị hành chính thấp nhất của quận (gu 구/區) và trong thành phố (si 시/市) nó không được chia thành phường trên khắp Hàn Quốc. Đơn vị này thường được dịch là khu phố và đã được sử dụng trong cả hai đơn vị hành chính của Triều Tiên và Hàn Quốc.

## Ở Hàn Quốc
Một dong là cấp nhỏ nhất của chính quyền đô thị phải có văn phòng và nhân viên của mình ở Hàn Quốc. Trong một vài trường hợp,
dong hợp pháp duy nhất (법정동/法定洞, beopjeong-dong) được chia thành nhiều dong hành chính (행정동/行政洞, haengjeong-dong). Trong trường hợp này, mỗi dong hành chính có văn phòng và nhân viên của mình. Dong hành chính thường được phân biệt với nhau bằng số (như trong trường hợp của Myeongjang 1-dong và Myeongjang 2-dong).
Các bộ phận chính của một dong là tong (통/統), nhưng bộ phận ở cấp độ này và dưới nó ít khi được sử dụng trong cuộc sống thường ngày. Một vài dong đông dân được chia thành ga (가/街), nó không phải là một bộ phân riêng của chính phủ, nhưng chỉ tồn tại để sử dụng trong địa chỉ. Nhiều tuyến thành phố chính trong Seoul, Suwon, và một số thành phố khác được chia thành nhiều ga.